# Negrești
Negrești là một thị xã thuộc hạt Vaslui, România. Dân số thời điểm năm 2002 là 9921 người.